# Pirataria de software
A pirataria de software refere-se a práticas que envolvem cópias de software não autorizadas. Muitos países têm leis de combate à pirataria, mas a aplicação dessas leis pode variar. O estudo global sobre pirataria de 2002 da Business Software Alliance relata que dois entre cada cinco aplicativos de software de empresas em uso, no mundo todo, não têm licença ou são roubados. Em alguns países ou regiões, até nove de cada dez aplicativos de software de empresas em uso não têm licença ou são roubados. Quando um consumidor decide usar uma cópia não autorizada de um programa de software, ele perde seu direito ao suporte, à documentação, às garantias e às atualizações periódicas fornecidas pelo fabricante do software. Além disso, software pirata pode conter vírus com potencial para danificar o disco rígido do cliente e o seu conteúdo. Finalmente, se o software for copiado ilegalmente na empresa, o próprio cliente e a empresa em que ele trabalha estarão se expondo a risco legal por piratear um programa protegido por leis de direitos autorais.

## Leis existentes e propostas

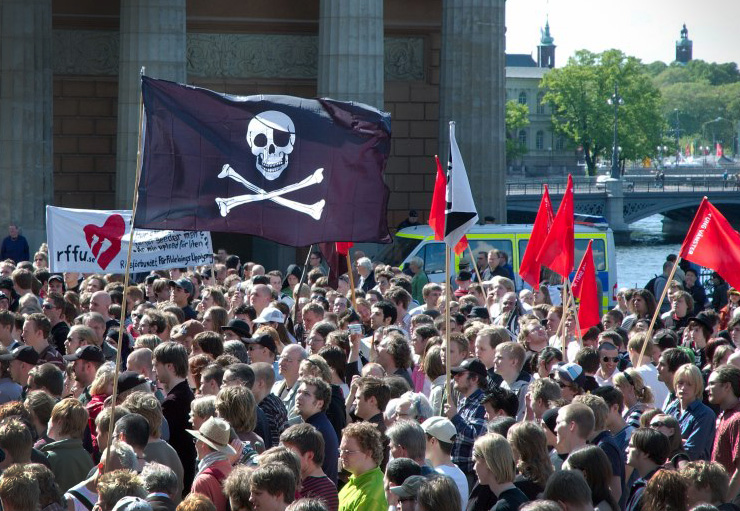
Demonstração na Suécia em apoio à pirataria de software, 2006.

Logotipo do The Pirate Bay

Na maioria dos países, os direitos dos programas não excedem qualquer período de vida útil que pode ter um programa, em geral 70 anos. Os computadores mais antigos do mundo ainda em atividade têm menos de 40 anos de existência. As mudanças, sistemas operacionais, ambientes de rede, fazem com que os softwares se tornem obsoletos muito antes de decorridos 70 anos.
A lei no Brasil considera a pirataria como crime, estando sujeita às sanções previstas na Lei 10.695, de 01/07/2003.

## Defesas das empresas
Para evitar pirataria de software, as empresas geralmente utilizam recursos de ativação online de seus produtos. O Windows, da Microsoft, é um exemplo. Ele usa um sistema de ativação que assimila o Cd Key do Produto com o hardware do computador, criando uma identificação exclusiva de instalação que permite reinstalar o Windows várias vezes em um mesmo computador.
Há outros recursos semelhantes a esse em programas comerciais de váriadas empresas. Mas isso não impede que criminosos continuem com a pirataria de software. A maioria deles consegue liberar informações pela internet para quebrar esses sistemas de ativação e continuar suas atividades.

## Efeitos da pirataria na cultura digital
O compartilhamento de arquivos P2P diminuiu o conhecimento necessário para adquirir grandes quantidades de informação. Grandes redes foram criadas para compartilhamento de arquivos, mas podem ser usada para transferência de produtos piratas. Pode ser difícil a identificação de conteúdos protegidos por direitos autorais, uma vez que os usuários podem modificar o nome e o conteúdo do material compartilhado.
Cópias ilegais de software são vistas por certos produtores de softwares como "menos mal" que comprar ou copiar ilegalmente software de um competidor. Jeff Raikes, executivo da Microsoft, afirmou que "se estão pirateando algo, preferimos que seja de nós mesmos do que de qualquer outro"
Traian Băsescu, presidente da Romênia, afirmou que a pirataria auxilia à geração mais jovem a descobrir os computadores.
A Microsoft admite que a pirataria do Windows auxiliou grandemente na participação do mercado na China, e que se torna mais fácil de obter lucro quando os usuários legalizam as cópias. Bill Gates afirmou: "É mais fácil para nosso software competir com o Linux quando há pirataria do que quando não há".
A pirataria é a transferência de ficheiros de forma ilegal para o computador, varios desses sites foram bloqueados, porém, ainda a muitos por toda a web.

## A pirataria de software e suas consequências
Organizações que utilizam softwares precisam estar atentas à lei de direitos autorais para evitar surpresas. Quando o programa de computador é utilizado sem licença ou em falta com o pagamento dos tributos isso é classificado como pirataria de software.
O artigo 9 da Lei 9.609/1998 — lei de proteção da propriedade intelectual de programa de computador — determina que o uso de software no Brasil será objeto de contrato de licença. Com essa lei torna-se obrigatório que cada sistema instalado possua licença para evitar problemas com a justiça e acarretar em punições legais para a organização ou pessoa física.
Os tributos devem ser recolhidos no Brasil, ainda que o software tenha sido adquirido pela sua controladora no exterior. Ou seja, tanto nas licenças de uso oriundas dos contratos assinados pela matriz no exterior, quanto nas licenças adquiridas diretamente pelo usuário final  fora do país, deverão ser recolhidos os tributos alfandegários, o ISS Importação e o Imposto de Renda na Fonte.
Segundo a lei dos direitos autorais (9.610/1998), quem editar e vender obra sem autorização do titular deverá pagar por cada um dos exemplares vendidos. Caso o número de exemplares vendidos não puder ser computado, o transgressor deverá pagar o valor de três mil exemplares, além dos apreendidos.
“Art. 7º São obras intelectuais protegidas as criações do espírito, expressas por qualquer meio ou fixadas em qualquer suporte, tangível ou intangível, conhecido ou que se invente no futuro....XII - os programas de computador.”
A pirataria de software pode ocorrer nos casos de uso de programa de computador sem a correspondente licença. Além disso, também é pirataria usar o software em desacordo com a licença de uso. Por exemplo um médico que também é professor e adquiriu a licença acadêmica não pode usar a cópia no consultório médico. Essa licença especial é vendida com preços mais baixos e oferecida a estudantes e professores.
A fiscalização pode ser feita como medida administrativa — combinada entre as partes — ou com mandado judicial. Normalmente as empresas de software colocam no contrato uma cláusula que autoriza a vistoria nas instalações dos clientes. Caso o cliente resista à visita, o juiz pode designar dois peritos para fazer a auditoria. De qualquer forma, os pedidos judiciais não dependem de uma medida administrativa anterior. Não há nenhuma restrição nesse sentido.
A pena para a violação de direitos autorais de programa de computador — artigo 12 da lei 9.609/1998 — é a detenção de seis meses a dois anos ou multa. Se a violação for para fins de comércio a pena passa para reclusão de 1 a 4 anos e multa está determinada no artigo 12 da lei. A falta de gerenciamento de ativos de software e a dependência de softwares. não licenciados estão causando enormes impactos de segurança em todo o mundo, especialmente em países com altas taxas de softwares não licenciados. Por exemplo:
Segundo a pesquisa global de software da BSA 2018:
- Na China, onde 66 por cento dos softwares não são licenciados, sofreu com ataques desproporcionalmente devastadores que afetaram cerca de 40 mil instituições chinesas. Apenas um ataque de malware atravessou softwares não corrigidos e não licenciados tão rapidamente que aleijou instituições de pesquisa de prestígio, como a Universidade de Tsinghua, interrompeu sistemas de pagamento eletrônico em postos de gasolina da PetroChina, fechou caixas eletrônicos administrados pelo Banco da China e impactou as operações de grandes empresas, como a China Telecom e a Hainan Airlines. A empresa finlandesa de segurança cibernética F-Secure informa que o grande número de computadores que rodam softwares não licenciados na China contribuiu para a amplitude e a profundidade do ataque devastador. Como um engenheiro de rede sênior de um fornecedor de tecnologia em Pequim apontou, "a maioria das vítimas na China são usuários não licenciados".[6]

- Na Rússia, cuja alta taxa de softwares não licenciados, de 62%, possui um enorme valor comercial de US$ 1,2 bilhão, também sofreu impactos devastadores de ataques recentes de malware. Em 2017, ataques de malware prejudicaram o Ministério da Saúde da Rússia; as ferrovias russas estatais; o Ministério do Interior, que administra a força policial; e a empresa de telecomunicações Megafon. Um pesquisador sênior do Instituto de Relações Internacionais de Praga indicou que o amplo escopo da infecção por malware na Rússia é resultado de "usar não apenas software desatualizado, mas software pirata desatualizado". O escopo e o impacto dessas ameaças devem servir como alerta para aqueles que dependem de software não licenciado para funções críticas de negócios, que não possuem um sistema de gerenciamento de ativos de software ou que dependem de outros que estão em risco de ataque de malware relacionado a software não licenciado.[6]

Em 2011, a 1ª Vara Criminas de Poá (SP) julgou um homem acusado de vender programas de computador, CDs e DVDs piratas — sem autorização dos titulares. Na decisão, a juíza Erika Dalaruvera de Moraes Almeida afirmou que é necessária a valorização do patrimônio cultural, sob pena de total desestímulo de seus autores que não recebem o que têm direito pelo abuso da pirataria desenfreada, bem como pela queda de investimentos em tais produções.
Nesse caso, o homem foi condenado à pena de dois anos e quatro meses de reclusão e pagamento de 12 dias multa. O juiz entendeu que cabia a substituição da pena carcerária por duas penas restritivas de direito.